# Streptopelia turtur
La tórtola europea (Streptopelia turtur)  es una especie de ave columbiforme de la familia Columbidae que habita en Europa, norte de África y Asia Central.

## Descripción

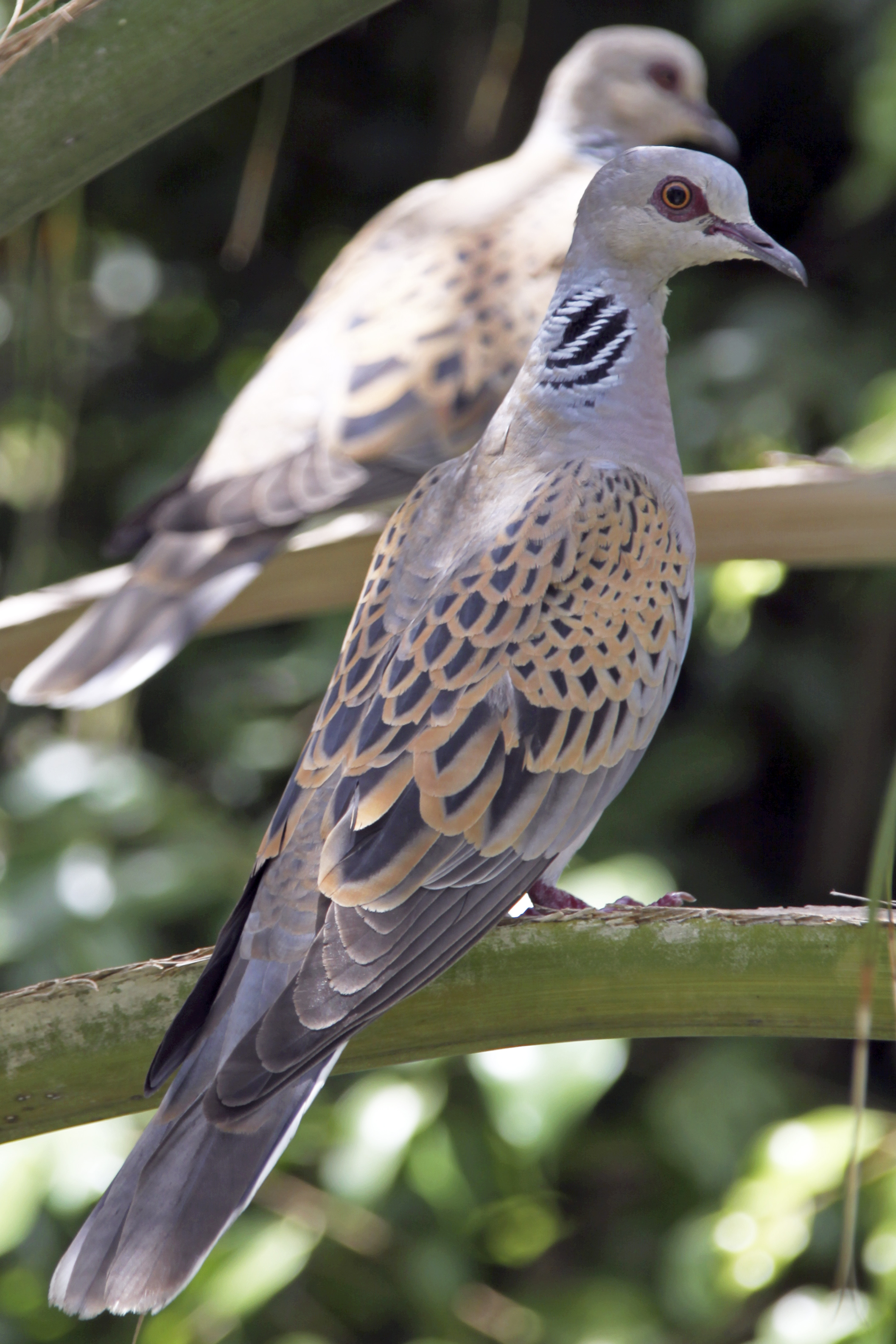
Es característico el patrón escamado de sus alas y mancha de su cuello.

La tórtola europea es un ave colúmbida, esbelta y de pequeño tamaño, que mide entre 24 y 29 cm de largo, tiene una envergadura alar de 47 a 55 cm y pesa entre 85 y 170 g. Su plumaje es en general parduzco. Su cabeza, cuello y flancos son grisáceos, y presenta una mancha listada en negro y blanco en los laterales del cuello característica. Sus alas presentan un patrón escamado, debido a que sus coberteras tienen el centro negruzco y los bordes de color canela. Su pecho posee cierto tono vinoso, mientras que su vientre y la parte inferior de su cola son blancos. Sus plumas de vuelo tanto de sus alas como de su cola son pardo negruzcas, aunque las de su cola tienen la punta blanca, salvo las dos centrales, y las dos laterales que son totalmente blancas. Su pico es negro, y presenta una zona desnuda de color rojo alrededor de sus ojos de iris amarillo. Sus patas también son rojas. Los juveniles son de tonos más apagados y parduzcos, carecen de las manchas en el cuello y del moteado oscuro de las alas, y sus patas son parduzcas.
Su voz, como la de otras tórtolas, es en un arrullo monótono y monocorde.

## Taxonomía y etimología

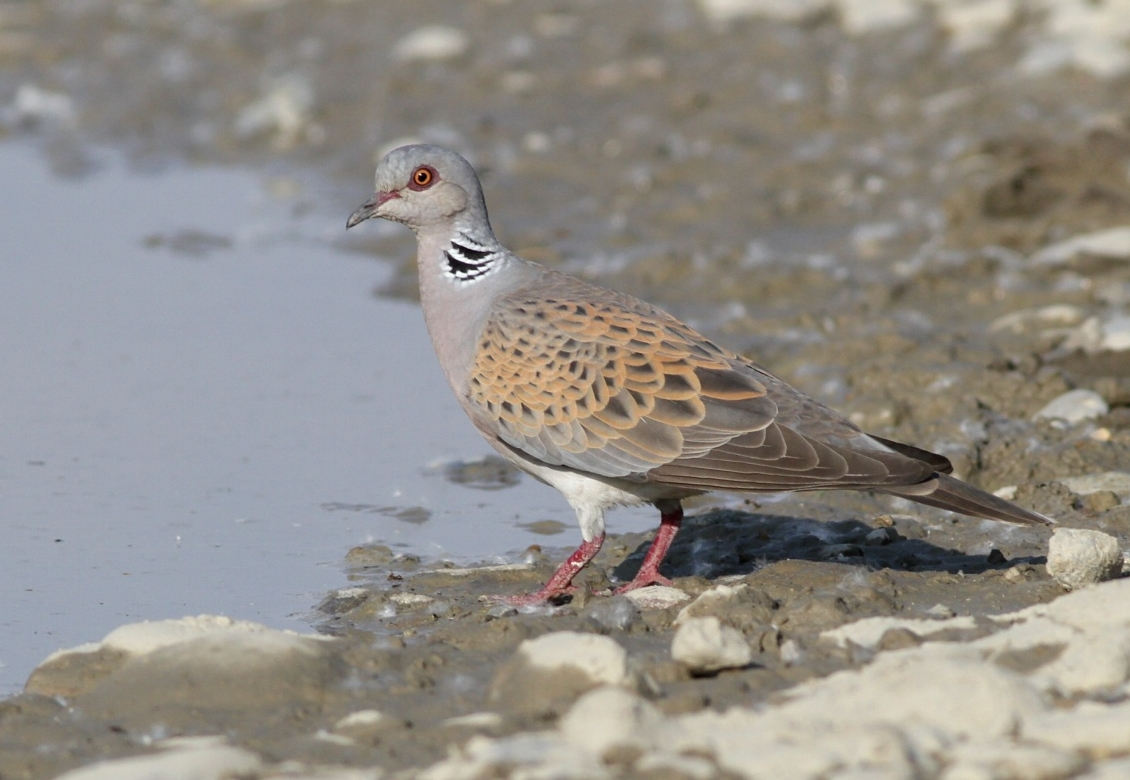
Ejemplar de S. t. turtur en Eslovaquia.

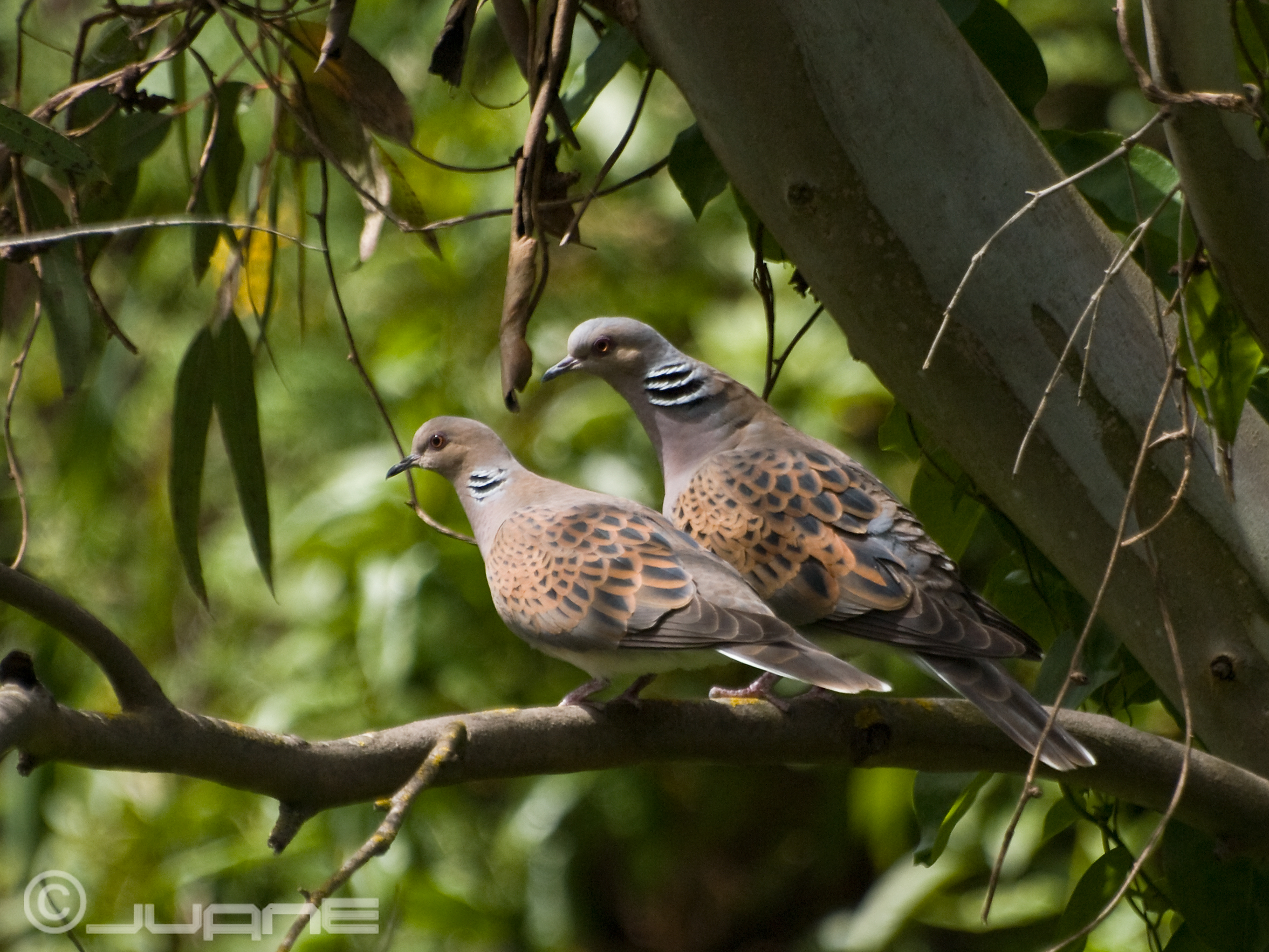
Pareja de tórtolas en Gran Canaria.

La tórtola europea fue descrita científicamente por Linneo en 1758, en la décima edición de su obra Systema naturae, con el nombre de Columba turtur (paloma tórtola). Posteriormente fue trasladada al género Streptopelia creado por Charles Lucien Bonaparte en 1855.
El nombre de su género, Streptopelia, es de etimología griega. Se compone de la combinación de las palabras στρεπτός (streptos) que significa «cadena» y πέλεια (pelia) «paloma», en referencia a las manchas del cuello típicas de sus miembros. En cambio, su nombre específico, turtur, es la palabra latina, de origen onomatopéyico, que significa «tórtola», y de la que también procede etimológicamente el nombre de esta ave en español.
Se reconocen cuatro subespecies de tórtola europea:
- Streptopelia turtur arenicola (Hartert, 1894) - se extiende de las islas Baleares y noroeste de África hasta Irán y extremo oeste de China;
- Streptopelia turtur hoggara (Geyr von Schweppenburg, 1916) - se encuentra al sur del Sahara (Aïr Massif y macizo del Hoggar)
- Streptopelia turtur rufescens (Brehm, C. L., 1845)  - ocupa parte de Egipto (oasis de Dakhla y Kharga) y del norte del  Sudán (Faiyum)
- Streptopelia turtur turtur (Linnaeus, 1758) - se extiende desde Azores y Canarias por Europa hasta el oeste de Siberia y Kazajistán.

## Distribución y estado de conservación

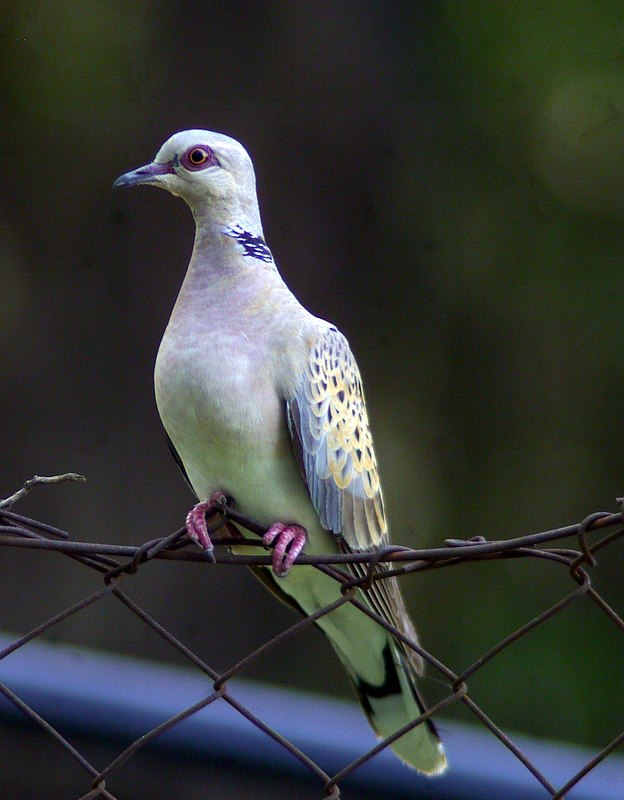
Son migratorias y pasan el invierno en el Sahel y sus proximidades.

La tórtola europea es un ave migratoria que cría en la zona sudoccidental del Paleártico. Su área de reproducción se extiende por la mayor parte de Europa, exceptuando las regiones más septentrionales, Oriente medio, Asia central y el norte de África. Pasa el invierno en una franca al sur del Sahara, que se extiende por el Sahel hasta Etiopía.
Según el informe europeo para las Aves comunes 2007 la población de tórtola europeo ha caído un 62% en los últimos tiempos. Los grupos ecologistas aseguran que se debe en parte a los cambios en las prácticas agrícolas que hacen que las semillas y los brotes de los que se alimentan sean más escasos y en parte a la caza en los países mediterráneos. Según la Comisión Europea, entre dos y cuatro millones de tórtolas son cazadas en Malta, Chipre, Francia, Italia, España y Grecia. Se considera especialmente problemática la situación en Malta, el único país de la Unión Europea que permite la caza durante la migración de primavera cuando se dirige a sus cuarteles de reproducción.

## Comportamiento

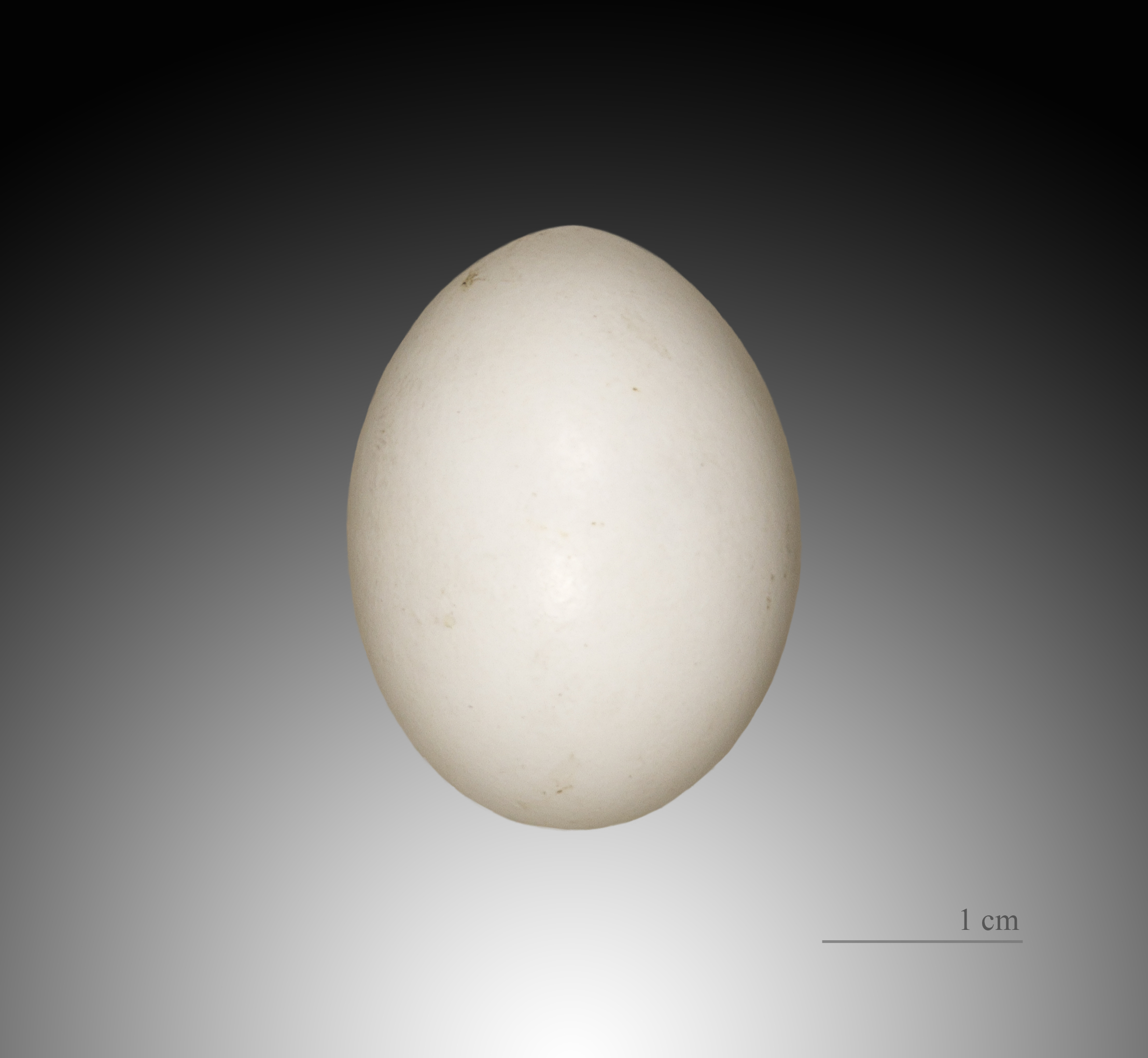
Huevo de tórtola europea.

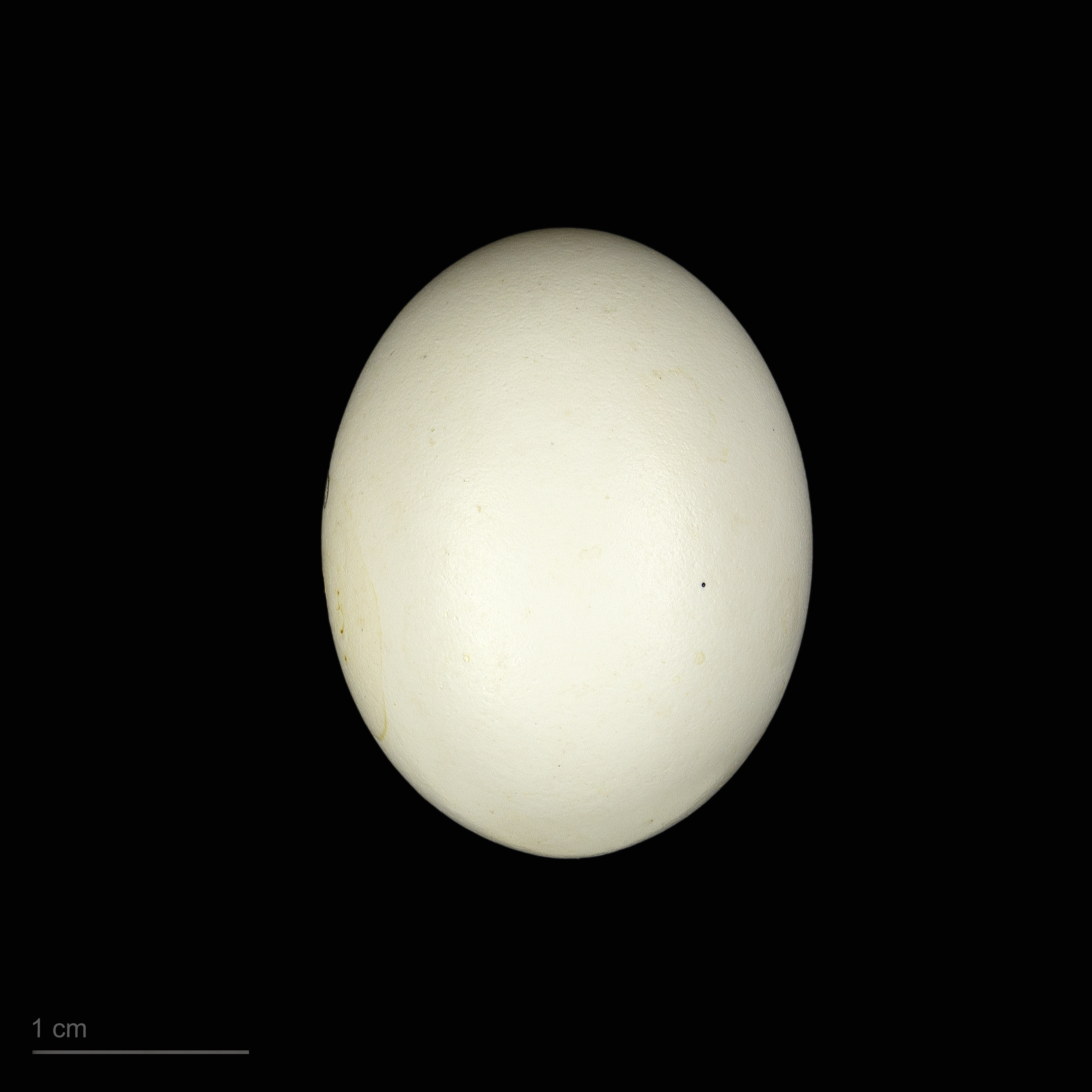
Streptopelia turtur arenicola - MHNT

Se trata de una tórtola rural, a diferencia de la tórtola turca que vive principalmente en zonas urbanas. Vive en campiñas arboladas, dehesas y demás arboledas abiertas con abundante vegetación arbustiva, preferentemente junto a herbazales y zonas de labranza donde alimentarse. Se forman bandadas en campos de rastrojos, en busca de granos, al final del verano, tras la cosecha. Se alimenta principalmente de pequeñas semillas y hierbas, en el suelo.
En primavera pequeños grupos migratorios atraviesan Europa procedentes del norte de África camino de sus cuarteles de cría desde finales de abril, y regresan a África en septiembre. Es visitante estival en la mayor parte de Europa, salvo Islandia, Irlanda y Escandinavia. No se encuentra en alta montaña; aunque sí en campos de cultivo en agrosistemas no muy modificados y en jardines de amplia extensión.
La exhibición de cortejo del macho es similar a la de la paloma torcaz, aunque con un vuelo menos ondulante y acompañado de chasquidos con las alas al descender. Además durante la época de cría se produce el característico arrullo grave y vibrante turrr, turrr, origen del nombre de su nombre común. Su nido es una pequeña plataforma de ramitas, sobre las ramas de vegetación de cierta altura. Suele contener dos huevos, y puede realizar dos o tres nidadas por temporada, de mayo a julio.

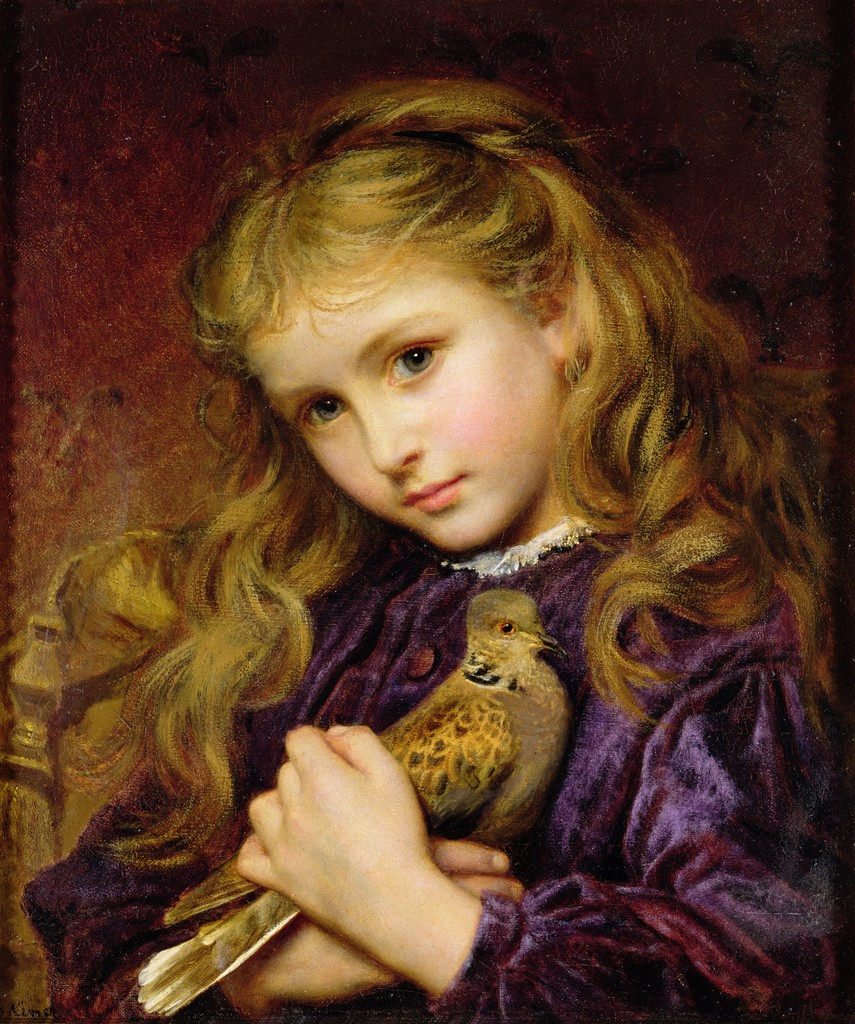
La tórtola de Sophie Gengembre Anderson.

## En la cultura
Quizás porque se las mencione en la Biblia (especialmente en el verso del Cantar de los Cantares), por su arrullo suave o el hecho de que forme parejas con fuertes vínculos, que pueden verse como se acicalan y acarician con el pico, las tórtolas europeas se han convertido en un símbolo del amor fiel, llegando en el lenguaje coloquial, a significar tórtolos o tortolitos sinónimo de pareja de enamorados. También aparecen en el Nuevo Testamento en una cita en la que se sacrifican dos tórtolas por el nacimiento de Jesús.
En el renacimiento y posteriormente varios poetas utilizan el simbolismo del amor entre un Fénix y una tórtola, como Robert Chester en el poema Love's Martyr (El mártir del amor) y William Shakespeare en su poema corto The Phoenix and the Turtle (El Fénix y la tórtola).